# Corchorus capsularis
El yute (Corchorus capsularis) es una planta herbácea fibrosa, de la familia de las malváceas, cultivada en regiones tropicales por sus fibras. «Yute» es también el nombre de las fibras textiles extraídas de esta planta y de otra similar, Corchorus olitorius.

## Descripción
Es un arbusto de 2 a 4 m de alto, el tronco rígido y fibroso de 2 cm de diámetro se ramifica en la parte superior. Las hojas, pecioladas, con limbo triangular de 10 a 15 cm de largo por 5 cm de ancho.
Requiere clima cálido y húmedo. El 80 % de la producción procede de India y Bangladés.

## Obtención de la fibra
Desde fines de febrero hasta principios de junio, se efectúa la siembra. Transcurridos tres o cuatro meses, la planta florece y, un mes más tarde, la semilla alcanza su madurez. Se cosecha poco después de la floración, cuando aparecen los frutos. Con una hoz se cortan los tallos cerca del suelo, se atan en fajos y se dejan unos días para que se sequen. Después de quitar las hojas y las ramas, se disponen los fajos para el enriado en agua corriente y estancada pero limpia. Cuando la temperatura del agua alcanza unos 30°, el enriado se completa en dos o tres semanas. Las fibras poco enriadas son pegajosas y difíciles de hilar; el yute demasiado enriado es de poco valor y no tiene brillo. Se separan las fibras de los tallos mojados, con los dedos, se lavan para desprender la corteza adherida y se extienden para su secado. Los manojos se doblan por el centro y se comprimen en balas, con lo que el yute queda listo para su transporte y exportación.

## Propiedades y empleo del yute

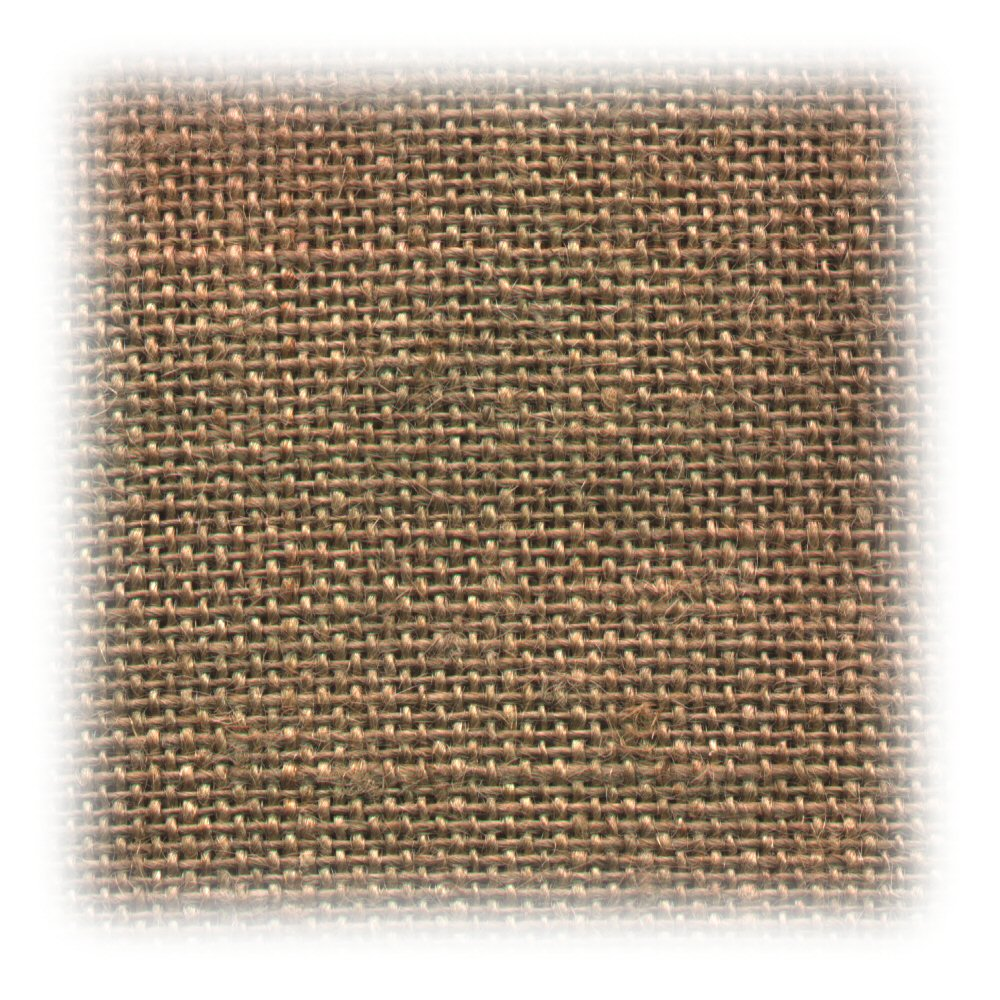
Tejido de yute

Las fibras del yute tienen una longitud de 1 a 4 m y un color blancoamarillento, amarillo o castaño. El textil crudo se puede blanquear y teñir con facilidad. Es menos resistente y más frágil que el lino y el cáñamo. Es especialmente sensible a los ácidos. 
Las posibilidades del empleo del yute vienen dadas por sus mismas propiedades. Se hila generalmente en hilos gruesos o medianos y con ellos se tejen arpilleras para sacos, embalajes, cinchas y cordelería. También se produce gran cantidad de esteras, tapices y tejidos para alfombras y linóleo. En cuanto a la cantidad, el yute ocupa un lugar importante. En tiempos normales, se elaboró siempre más yute que lino y cáñamo juntos.
El yute se hila, en principio, por el mismo procedimiento que el lino y el cáñamo.

## Fibra

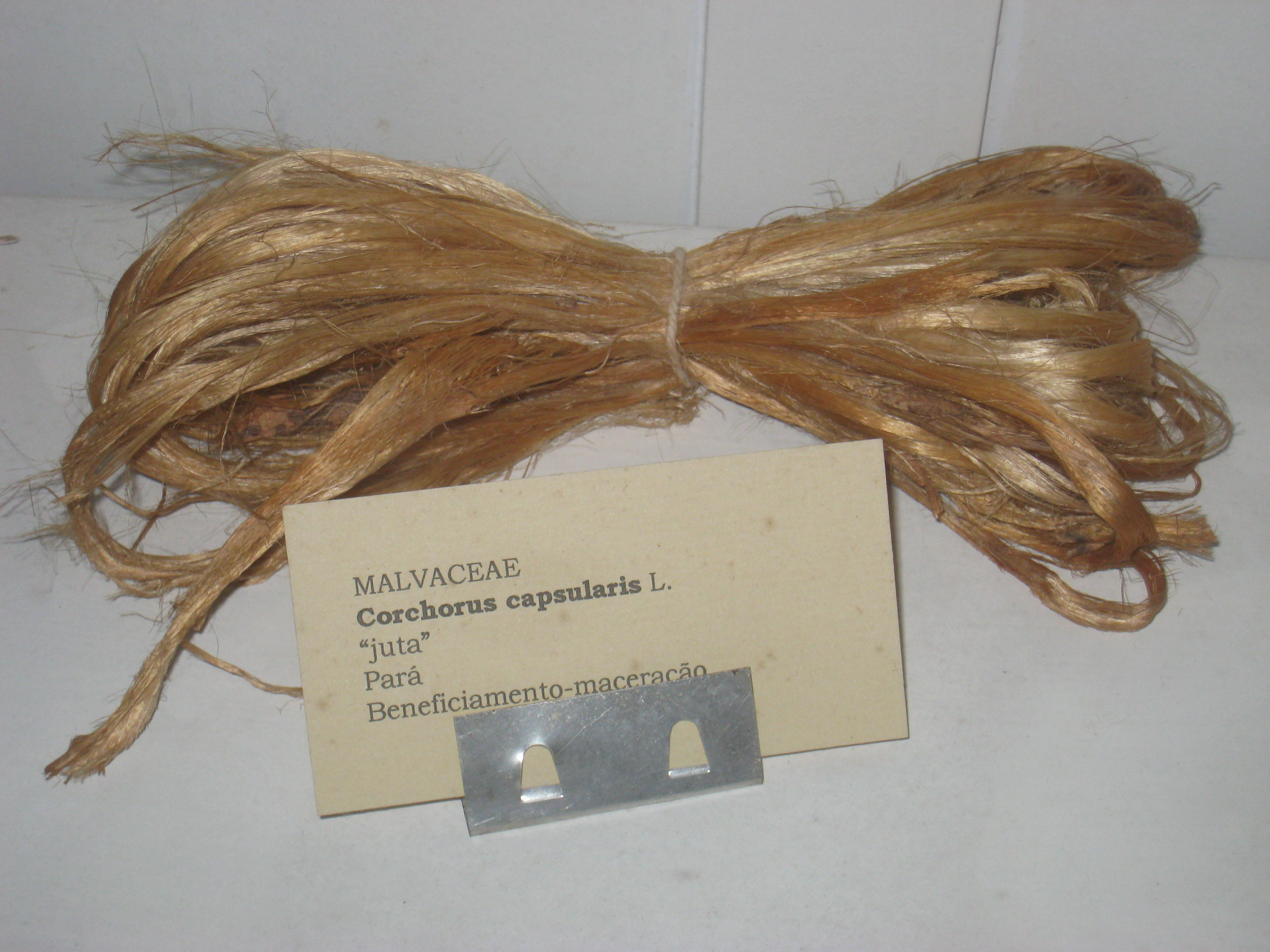
Fibra de yute.

El principal destino de la fibra de yute es actualmente la fabricación de sacos de empaque. También se usa frecuentemente para fabricar cuerdas. Se utiliza menos para tejidos, debido al tratamiento que requiere, por su alto contenido de lignina, y por la competencia de las fibras sintéticas, aunque el yute tiene la ventaja de ser biodegradable y no causar, por tanto, daños ecológicos.
Un acuerdo internacional firmado el 27 de abril de 2002 creó el Grupo de estudio internacional del yute, con el objetivo principal de asegurar la promoción de esta fibra y la transparencia de su mercadeo.

## Estadísticas

### Producción
La producción mundial de yute y fibras alcanzó 3 millones de toneladas (2002), de las cuales India suministró 60 %, y Bangladés 30 %.
La mayor parte de la fibra es transformada localmente.
| Producción en toneladas. Cifras 2003-2004 FAOSTAT (FAO) |           |       |           |       |
| India                                                   | 1 789 000 | 65 %  | 1 789 000 | 65 %  |
| Bangladés                                               | 792 000   | 29 %  | 800 000   | 29 %  |
| China                                                   | 56 000    | 2 %   | 68 000    | 2 %   |
| Birmania                                                | 50 000    | 2 %   | 50 000    | 2 %   |
| Otros países                                            | 62 747    | 2 %   | 66 642    | 2 %   |
| Total                                                   | 2 749 747 | 100 % | 2 773 642 | 100 % |

### Exportaciones
El principal exportador de fibra bruta es Bangladés, que exporta cerca de 300 000 toneladas al año. También es el primer exportador de fibra transformada (hilos, sacos, tejidos, lienzos), con 400 000 t, seguida por la India, 200 000 t.

### Importaciones
Los principales países importadores de fibra bruta son India (73 000 Tn), Pakistán (74 000 Tn) y China (60 000 Tn), en tanto la fibra transformada se envía también al Medio Oriente y Europa, respectivamente 20 000 Tn y 250 000 Tn.